# K.K. Partizan 2002-2003
Questa pagina raccoglie le informazioni riguardanti il Košarkaški klub Partizan nelle competizioni ufficiali della stagione 2002-2003.

## Roster
| N° | Naz.                   | Ruolo | Sportivo        |  | Alt. |  |
| -- | ---------------------- | ----- | --------------- |  | ---- |  |
|    | Jugoslavia (bandiera)  | P     | Miloš Vujanić   |  | 190  |  |
|    | Jugoslavia (bandiera)  | C     | Nenad Krstić    |  | 213  |  |
|    | Jugoslavia (bandiera)  | GA    | Dušan Kecman    |  | 198  |  |
|    | Jugoslavia (bandiera)  | C     | Đuro Ostojić    |  | 211  |  |
|    | Stati Uniti (bandiera) | G     | Fred House      |  | 193  |  |
|    | Jugoslavia (bandiera)  | AG    | Nenad Čanak     |  | 204  |  |
|    | Jugoslavia (bandiera)  | AC    | Blagota Sekulić |  | 209  |  |
|    | Jugoslavia (bandiera)  | C     | Kosta Perović   |  | 218  |  |
|    | Jugoslavia (bandiera)  | P     | Vule Avdalović  |  | 194  |  |
|    | Stati Uniti (bandiera) | G     | Marvin O'Connor |  | 191  |  |
|    | Jugoslavia (bandiera)  | G     | Boban Savović   |  | 196  |  |
|    | Jugoslavia (bandiera)  | G     | Uroš Tripković  |  | 197  |  |
|    | Jugoslavia (bandiera)  | C     | Marko Lekić     |  | 211  |  |
|    | Jugoslavia (bandiera)  | AP    | Srđan Živković  |  | 200  |  |
|    | Jugoslavia (bandiera)  | AC    | Ivan Radenović  |  | 209  |  |
|    | Jugoslavia (bandiera)  | All.  | Duško Vujošević |  |      |  |